# Temporada 1995-96 de los Minnesota Timberwolves
La temporada 1995-96 fue la séptima de los Minnesota Timberwolves en la NBA. La temporada regular acabó con 26 victorias y 56 derrotas, ocupando el duodécimo puesto de la conferencia Oeste, no logrando clasificarse para los playoffs.

## Elecciones en elDraft
| Ronda | Puesto | Jugador       | Posición  | Nacionalidad   | Universidad      |
| ----- | ------ | ------------- | --------- | -------------- | ---------------- |
| 1     | 5      | Kevin Garnett | Ala-Pívot | Estados Unidos | Farragut Academy |
| 2     | 48     | Mark Davis    | Alero     | Estados Unidos | Texas Tech       |
| 2     | 49     | Jerome Allen  | Base      | Estados Unidos | Pennsylvania     |

## Temporada regular
| División Medio Oeste   | División Medio Oeste | División Medio Oeste | División Medio Oeste | División Medio Oeste | División Medio Oeste | División Medio Oeste | División Medio Oeste | División Medio Oeste |
| Equipo                 | G                    | P                    | %                    | PD                   | Casa                 | Fuera                | Div                  |                      |
| ---------------------- | -------------------- | -------------------- | -------------------- | -------------------- | -------------------- | -------------------- | -------------------- | -------------------- |
| y-San Antonio Spurs    | 59                   | 23                   | .720                 | –                    | 33–8                 | 26–15                | 19–5                 |                      |
| x-Utah Jazz            | 55                   | 27                   | .671                 | 4                    | 34–7                 | 21–20                | 14–10                |                      |
| x-Houston Rockets      | 48                   | 34                   | .585                 | 11                   | 27–14                | 21–20                | 15–9                 |                      |
| Denver Nuggets         | 35                   | 47                   | .427                 | 24                   | 24–17                | 11–30                | 13–11                |                      |
| Minnesota Timberwolves | 26                   | 56                   | .317                 | 33                   | 17–24                | 9–32                 | 10–14                |                      |
| Dallas Mavericks       | 26                   | 56                   | .317                 | 33                   | 16–25                | 10–31                | 10–14                |                      |
| Vancouver Grizzlies    | 15                   | 67                   | .183                 | 44                   | 10–31                | 5–36                 | 3–21                 |                      |

## Estadísticas

### Temporada regular
| Rk | Jugador            | Edad | P  | PT | MP   | TC  | TCI  | %TC  | T3  | T3I | %T3  | TL  | TLI | %TL  | RO  | RD  | RT  | AS  | RB  | TAP | BP  | FP  | PTS  |
| -- | ------------------ | ---- | -- | -- | ---- | --- | ---- | ---- | --- | --- | ---- | --- | --- | ---- | --- | --- | --- | --- | --- | --- | --- | --- | ---- |
| 1  | Tom Gugliotta      | 26   | 78 | 78 | 36.3 | 6.1 | 12.9 | .471 | 0.3 | 1.1 | .302 | 3.7 | 4.8 | .773 | 2.3 | 6.6 | 8.8 | 3.1 | 1.8 | 1.2 | 3.0 | 3.4 | 16.2 |
| 2  | Isaiah Rider       | 24   | 75 | 68 | 34.6 | 7.5 | 16.1 | .464 | 1.4 | 3.7 | .371 | 3.3 | 3.9 | .838 | 1.3 | 2.8 | 4.1 | 2.8 | 0.6 | 0.3 | 2.7 | 2.7 | 19.6 |
| 3  | Christian Laettner | 26   | 44 | 44 | 34.5 | 6.4 | 13.2 | .486 | 0.2 | 0.7 | .290 | 4.9 | 6.0 | .816 | 2.2 | 4.6 | 6.9 | 2.9 | 0.9 | 1.0 | 2.5 | 3.6 | 18.0 |
| 4  | Kevin Garnett      | 19   | 80 | 43 | 28.7 | 4.5 | 9.2  | .491 | 0.1 | 0.4 | .286 | 1.3 | 1.9 | .705 | 2.2 | 4.1 | 6.3 | 1.8 | 1.1 | 1.6 | 1.4 | 2.4 | 10.4 |
| 5  | Andrew Lang        | 29   | 20 | 18 | 27.5 | 3.6 | 8.6  | .421 | 0.1 | 0.1 | .500 | 1.5 | 1.9 | .789 | 2.1 | 4.0 | 6.1 | 0.2 | 0.4 | 2.1 | 1.5 | 3.2 | 8.8  |
| 6  | Sam Mitchell       | 32   | 78 | 42 | 27.5 | 3.9 | 7.9  | .490 | 0.0 | 0.2 | .056 | 3.0 | 3.7 | .814 | 1.4 | 3.0 | 4.3 | 0.9 | 0.6 | 0.3 | 1.1 | 2.8 | 10.8 |
| 7  | Terry Porter       | 32   | 82 | 40 | 25.3 | 3.3 | 7.4  | .442 | 0.9 | 2.8 | .314 | 2.0 | 2.5 | .785 | 0.4 | 2.1 | 2.6 | 5.5 | 1.1 | 0.2 | 2.1 | 1.9 | 9.4  |
| 8  | Spud Webb          | 32   | 26 | 21 | 24.8 | 3.2 | 8.0  | .394 | 1.1 | 2.8 | .403 | 2.0 | 2.2 | .879 | 0.3 | 1.3 | 1.5 | 5.9 | 1.0 | 0.2 | 2.3 | 1.6 | 9.4  |
| 9  | Doug West          | 28   | 73 | 16 | 22.5 | 2.4 | 5.4  | .445 | 0.0 | 0.2 | .077 | 1.6 | 2.0 | .792 | 0.7 | 1.5 | 2.2 | 1.6 | 0.4 | 0.2 | 1.1 | 3.1 | 6.4  |
| 10 | Darrick Martin     | 24   | 35 | 16 | 21.3 | 2.5 | 6.6  | .381 | 0.4 | 1.3 | .319 | 1.8 | 2.1 | .851 | 0.1 | 1.2 | 1.3 | 4.5 | 0.7 | 0.1 | 2.0 | 2.2 | 7.3  |
| 11 | Micheal Williams   | 29   | 9  | 7  | 21.0 | 1.4 | 4.4  | .325 | 0.1 | 0.3 | .333 | 3.1 | 3.7 | .848 | 0.3 | 2.2 | 2.6 | 3.4 | 0.6 | 0.3 | 2.6 | 4.1 | 6.1  |
| 12 | Sean Rooks         | 26   | 49 | 7  | 18.4 | 2.3 | 4.6  | .493 | 0.0 | 0.1 | .167 | 2.2 | 3.2 | .667 | 1.2 | 2.9 | 4.2 | 0.8 | 0.4 | 0.6 | 1.0 | 2.2 | 6.8  |
| 13 | Eric Riley         | 25   | 25 | 10 | 12.4 | 1.4 | 3.0  | .473 | 0.0 | 0.0 | .000 | 0.9 | 1.1 | .786 | 1.3 | 1.8 | 3.0 | 0.2 | 0.3 | 0.6 | 0.7 | 1.7 | 3.7  |
| 14 | Mark Davis         | 22   | 57 | 0  | 10.0 | 1.0 | 2.6  | .369 | 0.1 | 0.2 | .308 | 1.3 | 2.0 | .638 | 1.0 | 1.2 | 2.2 | 0.8 | 0.7 | 0.4 | 1.2 | 1.6 | 3.3  |
| 15 | Jerome Allen       | 23   | 41 | 0  | 8.8  | 0.9 | 2.6  | .343 | 0.2 | 0.8 | .303 | 0.6 | 0.9 | .722 | 0.1 | 0.5 | 0.6 | 1.2 | 0.5 | 0.1 | 0.8 | 1.0 | 2.6  |
| 16 | Marques Bragg      | 25   | 53 | 0  | 7.0  | 1.0 | 2.3  | .450 | 0.0 | 0.0 |      | 0.4 | 0.8 | .561 | 0.7 | 0.8 | 1.5 | 0.2 | 0.3 | 0.2 | 0.5 | 1.3 | 2.5  |
| 17 | Charles Smith      | 28   | 8  | 0  | 4.9  | 0.4 | 1.3  | .300 | 0.0 | 0.4 | .000 | 0.0 | 0.3 | .000 | 0.0 | 0.6 | 0.6 | 0.8 | 0.1 | 0.0 | 0.6 | 0.9 | 0.8  |

## Galardones y récords
| Jugador       | Galardón                                |
| Kevin Garnett | 2.º Mejor quinteto de rookies de la NBA |